# Just Wright
Just Wright es una película de 2010 protagonizada por Common y Queen Latifah. La película recibió críticas mixtas.

## Argumento
Leslie Wright es una fisioterapeuta que se enamora de Scott, un apuesto jugador profesional de baloncesto, al tiempo que le ayuda a recuperarse de una lesión deportiva. El principal problema es que Scott está comprometido con la bella Morgan, la prima de Leslie.

## Elenco
- Queen Latifah como Leslie Wright-McKnight.
- Common como Scott McKnight.
- Paula Patton como Morgan Alexander.
- Pam Grier como Janice Wright.
- James Pickens Jr. como Lloyd Wright (Padre de Leslie).
- Phylicia Rashad como madre de Scott.
- Mehcad Brooks como Angelo.
- Dwyane Wade como Él mismo.
- Dwight Howard como Él mismo.
- Mike Fratello como Él mismo.
- Stan Van Gundy como Él mismo.
- Kenny Smith como Él mismo.
- Marv Albert como Él mismo.
- Rashard Lewis como Él mismo.
- Rajon Rondo como Él mismo.
- Stuart Scott como Él mismo.
- Bobby Simmons como Él mismo.
- Elton Brand como Él mismo.
- Jalen Rose como Él mismo.
- LeBron James como Él mismo.
- Mike Golic como Él mismo.
- Doris Burke como Ella misma.
- Mike Greenbergcomo Él mismo.
- KhaVaughn Love como Carmelo Anthony.
- Jim Sann como Él mismo & Nets Head Coach.
- John Legend como él mismo en cameo.

## Críticas
"Desde luego, la película sigue los esquemas de una fórmula. Una fórmula que cuando funciona nos recuerda por qué se convirtió en una fórmula." Roger Ebert'